# Samuel Sáiz
Samuel "Samu" Sáiz Alonso (ur. 22 stycznia 1991 w Madrycie) – hiszpański piłkarz występujący na pozycji napastnika w Gironie FC.